# هيجة الطاهش (حزم العدين)

تعديل مصدري - تعديل

هيجة الطاهش محلة تابعة لقرية بني حرب، التابعة لعزلة بني سليمان بمديرية حزم العدين إحدى مديريات محافظة إب في الجمهورية اليمنية، بلغ تعداد سكانها 32 حسب تعداد اليمن لعام 2004.